# Yoshiki Tonogai
Yoshiki Tonogai (外海良基 Tonogai Yoshiiki?, nacido el 14 de marzo) es un artista de manga Japonés de Shiga Prefecture, Japón. Él es un notable ilustrador de una de las adaptaciones a manga de Higurashi no Naku Koro ni.

## Obras
- Higurashi no Naku Koro ni:Himatsubushi-hen
- Doubt
- Judge